# Ignazio Ciampi
Ignazio Ciampi (Róma, 1824. július 31. – Róma, 1880. január 21.) olasz költő és irodalomtörténész.
Pályáját ügyvédkedéssel kezdte, majd a római államtanács tagja lett, 1874-ben pedig az ottani egyetemen az újkori történet tanárává nevezték ki. Eredeti versei, néhány színdarabja, és műfordításai mellett (az utóbbiak közül kiválnak Puskin-fordításai), nevezetesek irodalomtörténeti tanulmányai is.